# Mouvement étudiant propalestinien en 2024
Le mouvement étudiant propalestinien de 2024 est une action collective menée sur les campus universitaires notamment aux États-Unis mais aussi dans d'autres pays dans le cadre plus large des Manifestations lors de la guerre à Gaza . Le mouvement s'intensifie dès le 18 avril après des arrestations massives de manifestants conduits par des groupes antisionistes qui avaient occupé le campus de l'université Columbia à New York ; ces manifestants demandaient le désinvestissement de l'université Columbia vis-à-vis d'Israël - État qu'il accusaient de commettre un génocide des Palestiniens à Gaza. Plus de 3 100 manifestants ont été arrêtés aux États-Unis, y compris des professeurs, sur plus de 60 campus. Les manifestations ont donné lieu à des accusations d'antisémitisme ; les contre-manifestations organisées par des groupes sionistes et de droite qui ont tenté de s'opposer au mouvement pro-palestinien ont donné lieu à des accusations d'islamophobie et d'anti-palestinisme.

## Revendications
Les différentes revendications des manifestants incluent la rupture des liens financiers avec Israël, la transparence sur les liens financiers, la fin des partenariats avec les institutions israéliennes. A la suite d'arrestations de manifestants s'ajoute une autre revendication, l'amnistie pour les manifestants.

## Déroulement
L'escalade commence après des arrestations massives de manifestants conduits par des groupes antisionistes le 18 avril 2024 sur le campus de l'université de Columbia, après que ces étudiants aient exigé la rupture des liens de l'université avec Israël, en raison de ce qu'ils considèrent comme un « génocide des Palestiniens » commis par l'État hébreu. Aux États-Unis, plus de 3 100 manifestants sont arrêtés, y compris des membres du corps enseignant et des professeurs,, sur plus de 60 campus.
En écho au mouvement marquant les universités américaines, certains élèves de l'Institut d'études politiques de Paris, en France, occupent les locaux de l'école le 25 avril avant d'en être expulsés. Le 26 avril, une mobilisation propalestinienne des étudiants a lieu rue Saint-Guillaume, où elle est confrontée à des contre-manifestants pro-Israël, les CRS séparant les deux groupes, ; certains militants pro-palestiniens occupent les locaux de l'école. Le 29 avril, 300 étudiants de La Sorbonne se rassemblent en soutien à la Palestine et bloquent les cours avant d'être évacués par la police, qui en place 86 en garde à vue selon le parquet de Paris,,. Le 7 mai, des manifestations se propagent dans toute l’Europe, avec des arrestations massives aux Pays-Bas,. A la date du 12 mai, vingt campements sont établis au Royaume-Uni et dans des universités d’Australie et du Canada,. Le 21 mai, des étudiants pro-palestiniens occupent en signe de protestation contre la guerre Israël-Gaza les bâtiments de sept établissements universitaires en Belgique et font une déclaration commune dans laquelle ils émettent une liste de revendications adressées à leurs universités. Les manifestations prennent fin en grande partie avec la fermeture des universités pour l’été.

## Conséquences
Les universités suspendent et expulsent des étudiants manifestants ; dans certains cas des étudiants pro-palestiniens ont été expulsés de leurs logements sur le campus,,. Certaines universités font appel à la police pour disperser de force des campements et mettre fin à l’occupation de bâtiments, d’autres concluent des accords avec les manifestants pour le démantèlement des campements, et un certain nombre d’universités coupent les ponts avec les institutions israéliennes ou les entreprises impliquées avec Israël et ses territoires occupés.
Les occupations entraînent également la fermeture de l'université de Columbia, de Cal Poly Humboldt, et de l'université d'Amsterdam; des grèves tournantes des travailleurs universitaires sur les campus en Californie; et l'annulation de quelques cérémonies de remise de diplômes universitaires aux États-Unis, avec des protestations se produisant lors de diverses cérémonies,.
Plus de 200 groupes expriment leur soutien aux manifestations, ainsi que le sénateur américain Bernie Sanders, divers membres du Congrès, plusieurs syndicats,,, des centaines de membres du personnel universitaire au Royaume-Uni,, et le guide suprême de l'Iran, Ali Khamenei. La réponse de la police aux manifestations est critiquée par divers démocrates,, et organisations de défense des droits de l’homme,. On estime que 8 % des étudiants ont participé à des manifestations, que 97 % des manifestations sont restées non violentes, et que 28 à 40 % des Américains soutiennent celles-ci, tandis que 42 à 47 % y sont opposés,. Les manifestations sont comparées aux manifestations contre la guerre du Vietnam et à celles de 1968,.

## Controverses

### Allégations d'antisémitisme
Plusieurs manifestations ont été critiquées pour antisémitisme présumé,,,,. Certains étudiants ont qualifié de « menaçants » certains des incidents rapportés lors des manifestations et sur le campus, et ont déclaré qu'ils leur donnaient le sentiment d'être en danger. Les étudiants juifs ont été pris pour cibles en raison de leur foi, parce qu'ils portaient des symboles juifs, ou ont été accusés d'être sionistes et ont ensuite été pris pour cibles Certains étudiants juifs ont également déclaré que les manifestations ont créé un climat de peur et de haine sur le campus. Selon The Jewish Post, une enquête menée par Hillel auprès d'étudiants juifs dans les universités avec des campements  conclut que la plupart d’entre eux ne se sentaient pas en sécurité à cause des campements. 72 % des personnes interrogées souhaitaient leur démantèlement et 61 % considéraient le langage utilisé lors des manifestations comme antisémite. Le Département de l'Éducation des États-Unis a conclu que l'Université du Michigan et l'Université de la ville de New York n'avaient pas évalué si les manifestations avaient rendu l'environnement hostile.

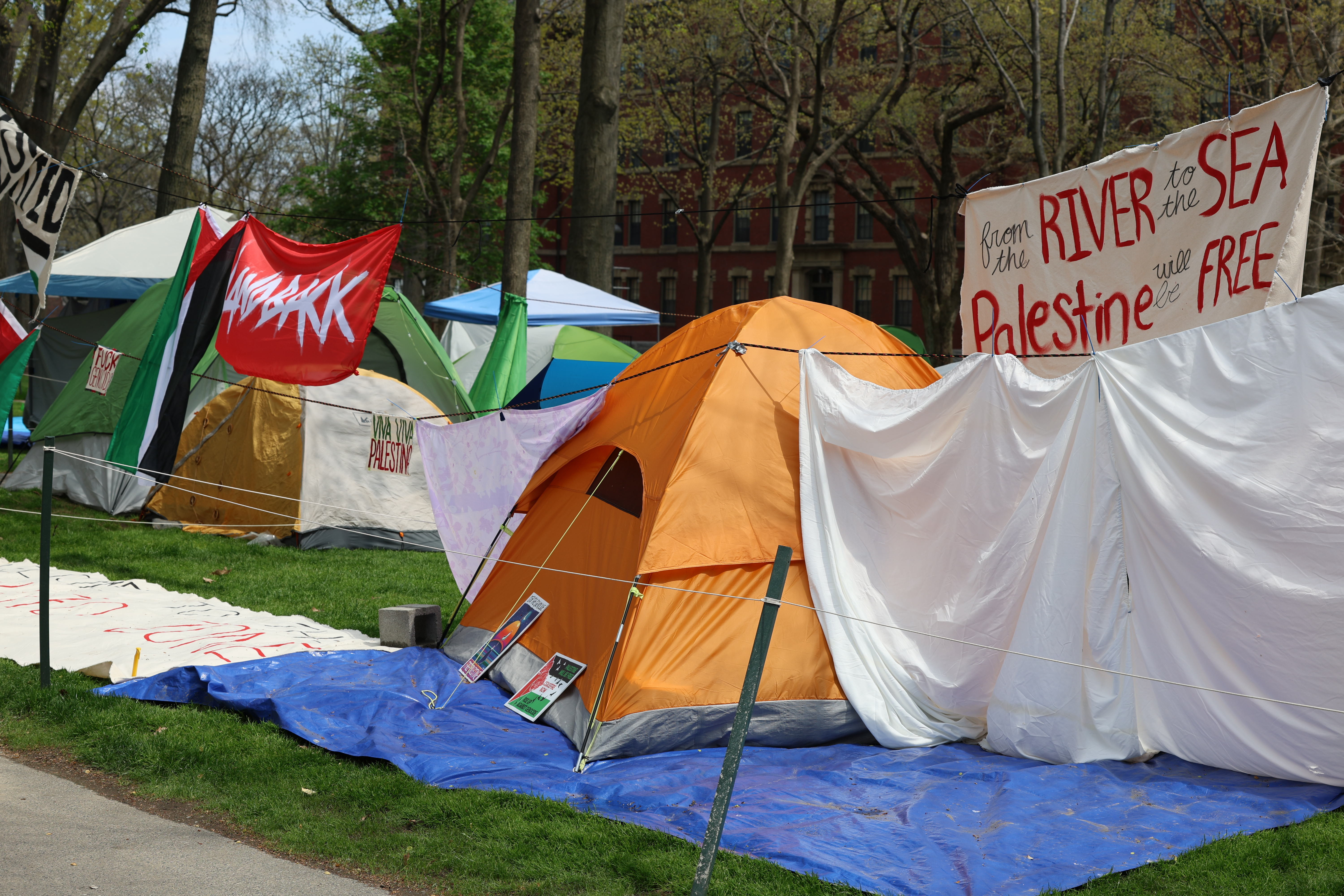
Campement à l'Université Harvard avec la banderole « from the du fleuve à la mer, la Palestine sera libre" (en haut à droite). Selon « The Guardian », le slogan appelle souvent à la destruction d'Israël, y compris de sa population juive.

Des partisans d'Israël et certains étudiants ont déclaré que le mot « intifada », l'expression « du fleuve à la mer » et les chants comparant Israël au sionisme au nazisme étaient antisémites.
D'autres, y compris des étudiants juifs, se sont opposés à l'amalgame entre antisémitisme et antisionisme, et ont déclaré que cette accusation était utilisée pour empêcher le débat. Les étudiants pro-palestiniens et juifs manifestants ont déclaré que les manifestations n'étaient pas antisémites,. The Guardian a noté que les incidents d'antisémitisme semblaient être « relativement isolés » et plus susceptibles de se produire lorsque des non-étudiants participaient à une manifestation parallèle. Les groupes d'étudiants pro-palestiniens présents aux manifestations ont été prompts à condamner les propos incendiaires.
Certains étudiants juifs pro-palestiniens ont déclaré avoir été confrontés à l'antisémitisme de la part de militants pro-israéliens,. Certains commentateurs et politiciens, dont le maire Eric Adams, la représentante américaine Virginia Foxx et le commissaire adjoint aux opérations du NYPD Kaz Daughtry, ont promu une théorie du complot selon laquelle George Soros ou une autre personnalité anonyme aurait financé les campements de protestation en achetant la même marque de tentes pour de nombreux manifestants. En réalité, l'apparence similaire de nombreuses tentes de campement était due aux réductions et promotions des détaillants en ligne sur certains produits.
À l'automne 2024, des slogans tels que « Désinvestissement !» et « Cessez-le-feu !» auraient évolué vers un soutien plus explicite au Hamas, au Hezbollah et aux Houthis. Certains manifestants ont utilisé des slogans tels que « Gloire à la résistance ! », ont qualifié les attentats du 7 octobre de « déluge d'Al-Aqsa », ont célébré Yahya Sinwar et ont utilisé le triangle rouge inversé du Hamas. Aidan Herzlinger, vice-président de la section Hillel du Baruch College, a déclaré que les étudiants ayant assisté à un banquet Hillel à l'université avaient été qualifiés de « tueurs de bébés » et de « terroristes ».
En novembre 2024, des centaines d'affiches représentant des professeurs « recherchés » ont été placardées sur le campus de l'Université de Rochester. Certaines accusaient un professeur juif de nettoyage ethnique et de contribution au déplacement forcé de Palestiniens ; d'autres l'accusaient de racisme, de discours haineux et d'intimidation. La présidente de l'université, Sarah Mangelsdorf, a qualifié l'incident d'acte d'antisémitisme.

### Allégations d'anti-palestinisme et d'islamophobie
Les manifestants pro-palestiniens et leurs alliés ont critiqué la position de nombreuses administrations universitaires, qui perpétuent une « exception palestinienne » à la liberté académique,. Les étudiants pro-palestiniens et leurs alliés ont exprimé leurs inquiétudes concernant l'anti-palestinisme et l'islamophobie. Des enquêtes du Département de l'Éducation des États-Unis ont été ouvertes à Columbia, à l'Université Emory, à l'Université de Caroline du Nord et à l'Umass Amherst sur la réponse donnée par leurs administrations aux manifestations et aux actions de plaidoyer  étudiantes depuis le début de la guerre,,,.

### Violences lors des manifestations
Une étude du Armed Conflict Location and Event Data Project (en) (ACLED) a révélé que 97 % des manifestations étaient non violentes et que près de la moitié de celles qui ont dégénéré en violences impliquaient des manifestants se battant contre les forces de l'ordre lors d'interventions policières,.
Selon des responsables de l'Université Vanderbilt, un agent de sécurité a été blessé lorsque des manifestants ont fait irruption dans un bâtiment administratif, entraînant l'expulsion des trois étudiants qui menaient la charge. Une vidéo montre des étudiants entrer de force dans le bâtiment et pousser un agent contre un cadre de porte, blessant l'agent. Les étudiants ont nié avoir eu recours à la violence, qualifiant leur manifestation de pacifique,,,.
Les étudiants et les journalistes étudiants ont également été victimes de violences de la part de contre-manifestants,. Un manifestant à Columbia a été arrêté et hospitalisé après qu'un contre-manifestant a foncé avec sa voiture sur un groupe de piqueteurs,. Des contre-manifestants au L'Université de Pennsylvanie se sont approchés du campement avec des couteaux et, lors d'un autre incident, ont pulvérisé un mélange chimique sur les tentes, la nourriture et les biens des manifestants.
Le président de la Chambre des représentants des États-Unis Mike Johnson et les sénateurs américains Tom Cotton et Josh Hawley ont appelé au déploiement de la Garde nationale sur les campus universitaires que le journaliste Adam Serwer et Laurel Krause, sœur de la victime de la fusillade de Kent State Allison Krause, ont caractérisée,, comme proches des cas passés de violence contre des étudiants, tels que les meurtres de Kent State et de Jackson State,.

#### Attaque pro-israélienne à l'UCLA

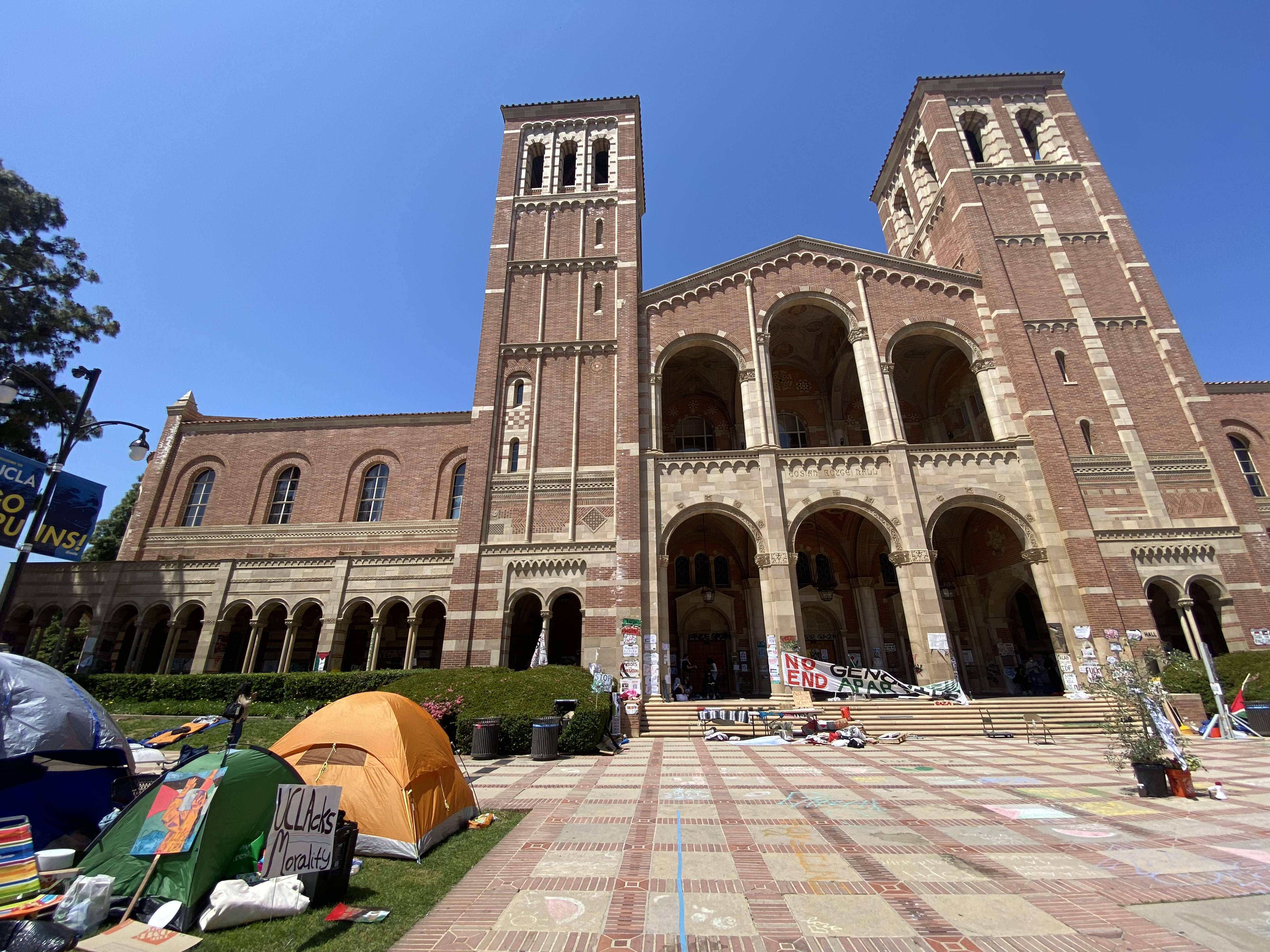
L'occupation du campus de l'UCLA le 30 avril, jour de l'attaque par des contre-manifestants pro-israéliens

Le 1er mai 2024, un groupe pro-israélien a attaqué les manifestants pro-palestiniens de l'Université de Californie à Los Angeles (UCLA) pendant près de quatre heures, tentant de percer les barricades qui entouraient les manifestants,,. Les agresseurs, qui seraient venus de l'extérieur du campus, portaient des drapeaux israéliens et agressaient des étudiants avec des bâtons, des pierres, des poteaux, des clôtures métalliques et du gaz poivre,. Ils ont diffusé un son puissant évoquant un enfant en pleurs, ont jeté du bois et une barrière métallique dans le camp, et ont lancé à plusieurs reprises du matériel pyrotechnique dans le campement, dont un directement sur un groupe de manifestants transportant des blessés,,.
Une enquête vidéo suggère que les manifestants pro-palestiniens n'ont pas initié de confrontation mais ont agi de manière défensive. Les contre-manifestants ont appelé à une « seconde Nakba », en référence au nettoyage ethnique des Palestiniens de 1948, et ont diffusé l'hymne national israélien et la chanson de soutien à l'armée israélienne Harbu Darbu (en) sur des haut-parleurs pendant l'attaque,. Selon The Guardian, les contre-manifestants comprenaient plusieurs militants d'extrême droite impliqués dans des campagnes d'opposition aux droits LGBTQ+ et d'activisme anti-vaccin. La Boston Review a rapporté que des contre-manifestants sionistes ont uni leurs forces avec les suprémacistes blancs et néo-nazis, et que « un néonazi a été entendu crier : « Nous sommes ici pour en finir avec Hitler », sans aucune protestation apparente de la part des sionistes autoproclamés ».

## Conséquences
En novembre 2024, une quarantaine d’élus de l’État de New York, républicains et démocrates, appellent le gouverneur à mettre hors la loi l'association Students for Justice in Palestine.
Le 3 mars 2025, le président américain Donald Trump annonce que « tout financement fédéral cessera pour les écoles ou les universités qui autorisent des manifestations de protestations illégales. Les agitateurs seront emprisonnés ou renvoyés définitivement dans leur pays, les étudiants américains expulsés définitivement ou, selon les délits, incarcérés ». Une figure des manifestations pro-palestiniennes aux États-Unis, Mahmoud Khalil, est arrêté sur ordre du gouvernement américain en mars 2025. Donald Trump a assuré que « c'est la première arrestation et il y en aura beaucoup d'autres ». Une étudiante turque en doctorat qui avait écrit un article dans le journal de son campus accusant l’État israélien de génocide est à son tour arrêtée à la fin du mois. Le 27 mars, l'administration Trump affirme avoir à ce jour expulsé des États-Unis 300 étudiants qui avaient participé au mouvement pro-palestinien. Ces mesures répressives sont critiquées par des experts indépendants mandatés par le Conseil des droits de l'homme de l'ONU, selon lesquels ces actions sont « disproportionnées, inutiles et discriminatoires » et « créent un effet paralysant sur les droits à la liberté d'expression, de réunion et d'association ».
L'université de Columbia — qui s'est vu supprimer 400 millions de dollars de subventions par l'administration Trump — a annoncé avoir prononcé des sanctions comme « des suspensions de plusieurs années, des révocations temporaires de diplômes et des expulsions » contre des étudiants pro-palestiniens. Après de longs débats internes, l'université Harvard publie une déclaration, en janvier 2025, avertissant que la critique du sionisme pourrait dorénavant être considérée comme un comportement antisémite. En mars, la chercheuse Helyeh Doutaghi, directrice-adjointe d’un laboratoire en économie à l’université de Yale, a été licenciée par sa direction qui l'accusait d’être une militante pro-palestinienne
Les enseignants ou étudiants utilisant en cours l’expression « from the River to the sea » (« du fleuve à la mer ») ou qualifiant Israël « d’État colonial » peuvent être poursuivis pour antisémitisme. Dans ce contexte, note Geneviève Lakier, professeure de droit à l’université de Chicago, « les administrateurs des universités ont peur du risque. Ils ne veulent pas avoir d’ennuis, perdre le financement de donateurs ou faire l’objet d’une mauvaise publicité. Le plus simple pour eux est de réprimer les discours supposés violer [la législation américaine sur l'antisémitisme]. » 
La répression du mouvement de solidarité avec les Palestiniens n'est pas le fait uniquement de l'administration Trump. Ainsi, le 25 février 2025, Kathy Hochul, gouverneure démocrate de l’État de New York, ordonne au Hunter College d’annuler deux offres d’emploi à des postes d’enseignants en études palestiniennes. La gouverneure de l’État a jugé que l’université Hunter devait « supprimer immédiatement ces offres d’emploi et procéder à un examen approfondi pour garantir que des théories antisémites ne soient pas promues en classe. »